# بولدوزر (کمیک)
بولدوزر (به انگلیسی: Bulldozer) یک شخصیت تخیلی و ابرتبه‌کارانه در کتاب‌های کامیک می‌باشد. این کاراکتر به دست لن وین و سل بوسما خلق شده و در مدافعان شماره ۱۷ام (نوامبر ۱۹۷۴) معرفی شد.
وی همچنین عضو گروه‌های خلافکارانه‌ای چون خدمهٔ مخرب و استادان شیطان است.
جدا از کتاب‌های کامیک، شرکت مارول از بولدوزر در دیگر کالاهای خود از جمله پوشاک، اسباب‌بازی، ورق بازی، انیمیشن‌های تلویزیونی و بازی‌های رایانه‌ای استفاده کرده‌است.